# The Angry Mob
The Angry Mob is een single van de Britse rockband Kaiser Chiefs. Het is de derde single van het tweede album van de band, Yours Truly, Angry Mob.
De single werd op 21 augustus 2007 uitgebracht en uitgegeven als cd en 7-inchvinyl.

## Nummers
Alle muziek en teksten zijn geschreven door Kaiser Chiefs. 
| Nr. | Titel            | Duur |
| --- | ---------------- | ---- |
| 1.  | The Angry Mob    | 4:46 |
| 2.  | Telling Me To Go | 3:08 |

| Nr. | Titel         | Duur |
| --- | ------------- | ---- |
| 1.  | The Angry Mob | 4:46 |

| Nr. | Titel                                                           | Duur |
| --- | --------------------------------------------------------------- | ---- |
| 1.  | The Angry Mob (Kant 1)                                          | 4:46 |
| 2.  | The Angry Mob (Paul Emanuel "Off the Streets" Remix) - (Kant 2) | 3:53 |